# 卡塞約維采
卡塞約維采是捷克的城鎮，位於該國西部，由比爾森州負責管轄，面積34.38平方公里，海拔高度548米，該鎮在1680年發生黑死病疫情，2006年人口1,333。

## 外部連結
- Municipal website（页面存档备份，存于）